# Flectonotus
Genre
Synonymes
- Coelonotus Miranda-Ribeiro, 1920
- Nototheca Bokermann, 1950

Flectonotus est un genre d'amphibiens de la famille des Hemiphractidae.

## Répartition
Les deux espèces de ce genre se rencontrent en Colombie, au Venezuela et à Trinité-et-Tobago.

## Liste des espèces
Selon Amphibian Species of the World (10 juin 2017) :
- Flectonotus fitzgeraldi (Parker, 1934)
- Flectonotus pygmaeus (Boettger, 1893)

## Publication originale
- Miranda-Ribeiro, 1920 : As hylas coelonotas do Museu Paulista. Revista do Museu Paulista, vol. 12, p. 321-328 (texte intégral).